# Непейцевский дендропарк
Непейцевский дендропарк — дендропарк рядом с микрорайоном ЦЭС города Уфы, памятник природы. Находится на Непейцевской горе, по улицам Шота Руставели, Кубанской, Адмирала Макарова и Даута Юлтыя.
Площадь 23,8 гектара. Дендропарк представляет собой лесные насаждения (деревья, кустарники) коллекционного характера. Памятник природы имеет историческое, научное, практическое и рекреационное значение.

## История
Дендропарк заложен в 1811 году Осипом Тимофеевичем Непейцевым (уфимская ветвь дворян Непейцынов) в имении Непейцево, находившемся в верхней части Непейцевской (ЦЭСовской) горы (вплоть до её застройки в 1960-е годы). Позднее, деревня Непейцево принадлежала директору народных училищ Оренбургской губернии Ивану Васильевичу Базилеву, после смерти которого имение перешло по наследству сыну — Алексею Ивановичу Базилеву, который был большим специалистом сельского хозяйства, и продолжил расширять и благоустраивать дендропарк.
В 1923–1924 годы дендропарком занимался Уфимский лесохозяйственный техникум, который произвёл часть посадок в дендропарке.
В 1937–1941 годах дендропарком занималась Башкирская лесная опытная станция, которая служила экспериментально-учебной базой для студентов Башкирского государственного университета, Башкирского сельскохозяйственного института, учащихся техникумов и школ. Была произведена основная часть посадок. В научных трудах были даны описания более 100 видов древесных и кустарниковых пород из 25 семейств, произрастающих на территории дендропарка.
С 1956 года ведутся научные наблюдения за культурами. В восточной части расположен участок естественного широколиственного леса. Наиболее старые деревья дуба в этой части парка имеют возраст около 120–140 лет. Особенный интерес представляют посадки дуба черешчатого. Дендрохронологической датировкой было определено, что эти посадки были выполнены около 1910 года, то есть до закладки дендропарка. Посадки дуба в парке являются самыми старыми в Башкортостане. Всего на сегодня сохранилось 142 дерева дуба.
Нейпецевский дендропарк образован и объявлен памятником природы 17 августа 1965 года постановлением Совета министров БАССР.

## Настоящее время

### Коллекция
В парке имеется более 100 видов местных и интродуцентных деревьев и кустарников: виноград амурский, бархат амурский, берёза даурская, груша уссурийская, дуб красный, ель колючая, сосна сибирская, сосна Банкса, сосна веймутова, кедр корейский, псевдотсуга тиссолистная, туя западная, клён зеленокорый, клён сахарный, магония падуболистная, шелковица белая, орех маньчжурский, черёмуха Маака, и другие. В некоторых местах парка, особенно на участке произрастания бархата амурского, наблюдается значительное усыхание деревьев.
Имеется большая коллекция тополей и их гибридных форм, выведенных А. М. Березиным: создана редкая коллекция гибридов пирамидальных тополей (более 20 разновидностей, многие из которых вошли в золотой гибридный фонд России), организована маточная плантация тополей. Из этого маточника получены черенки, которыми, после укоренения, озеленены улица Баязита Бикбая (Сипайлово), Стерлитамакское шоссе. Практически все пирамидальные тополя, распространённые на территории Башкортостана — выходцы отсюда. В настоящее время, из-за развития деградационных процессов в составе и структуре растительности, вызванных захламлением территории и несанкционированными постройками, маточная плантация тополей практически уничтожена.

### Состояние местности
Большая часть территории дендропарка ежегодно захламляется, сюда вывозят строительный и бытовой мусор, жгут костры. C 2010-х годов дендропарк находится на грани исчезновения

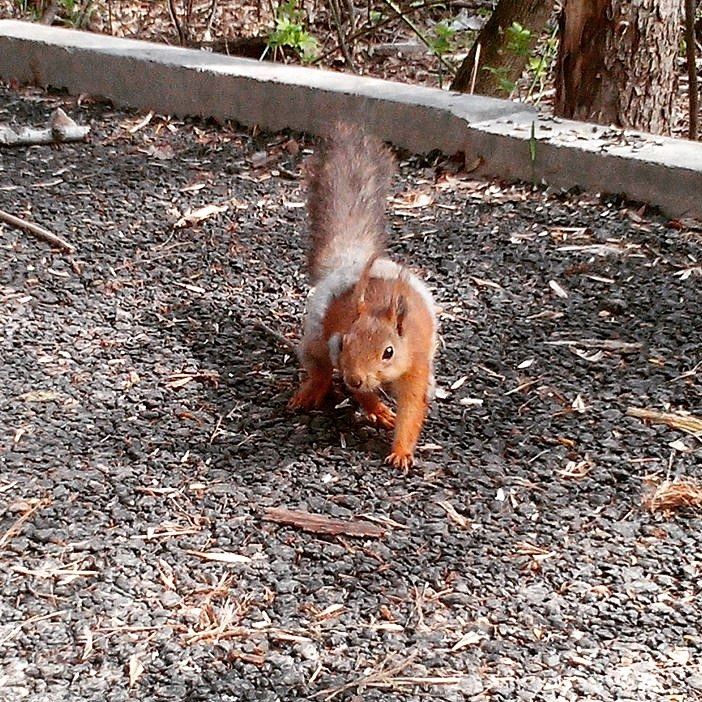
Белка в Непейцевском дендропарке.
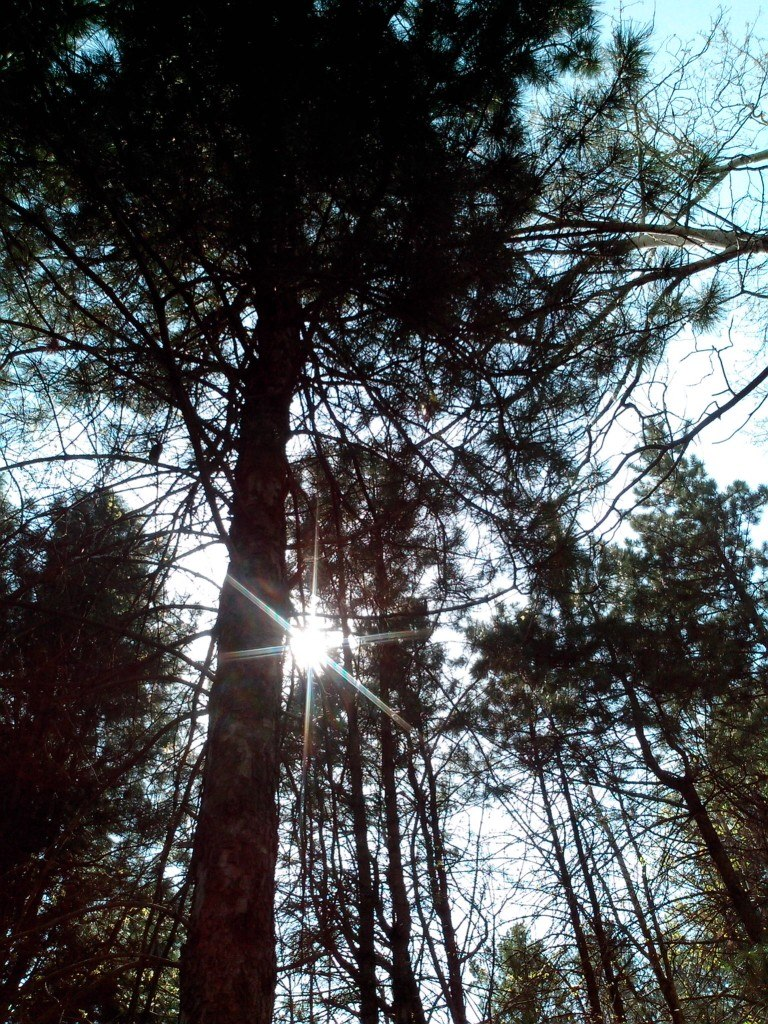
Сосны в Непейцевском дендропарке.